# Complemento di compagnia o unione
Nella sintassi della frase semplice, il complemento di compagnia indica la persona con cui ci si trova in una determinata circostanza o con la quale si compie una certa azione.
Il complemento di unione, spesso associato al complemento di compagnia, indica la cosa unitamente alla quale ci si trova o con la quale si compie un'azione.

## Esempi
- Cappuccetto Rosso vive con la mamma in una casa ai limiti del bosco. (compagnia)
- La nonna pranza assieme a Cappuccetto Rosso. (compagnia)
- Il cacciatore sopraggiunse con un fucile. (unione)
- Cappuccetto Rosso giunge dalla nonna con un cestino. (unione)

Secondo le grammatiche scolastiche, risponde alle domande Insieme a chi? (compagnia), Insieme a che cosa? (unione). Appartiene alla categoria dei complementi indiretti.

## Come si presenta il complemento
Il complemento può essere costituito da:
- un sostantivo preceduto dalla preposizione con o da locuzioni avverbiali come insieme a/con, assieme a, in compagnia di.[1]